# Karabin Murata Typ 22
Karabin Murata Typ 22 (Murata Meiji 22-Shiki) – japoński karabin powtarzalny.

## Historia
W 1880 roku do uzbrojenia armii japońskiej wprowadzono karabin Murata Typ 13. Broń ta pomimo przeprowadzonej pięć lat później modernizacji (karabin 18-Shiki) szybko stała się przestarzała, dlatego w 1888 do uzbrojenia wprowadzono nowy karabin Murata Typ 22. Podobnie jak w przypadku karabinów Typ 13 i Typ 18 jego konstruktorem był Tsuneyoshi Murata. Nowy karabin miał kaliber 8 mm i był zasilany ze stałego rurowego magazynka.
Karabiny Typ 22 były używane (razem ze starszymi Typ 13 i Typ 18) przez armię japońską podczas wojny chińsko-japońskiej (1894–1895). Została ona wygrana przez Japonię, ale japońskie karabiny okazały się bronią bardzo zawodną, wrażliwą na zanieczyszczenia. Bardzo niska była też jakość produkowanych karabinów, co było powodem licznych wypadków rozerwania broni podczas strzelania.
Karabiny Typ 22 były produkowane przez arsenał w Tokio. W latach 1888–1897 wyprodukowano ok. 100 000 szt.